# Éleusis
Pour les articles homonymes, voir Éleusis (homonymie).
Éleusis (en grec ancien : Ἐλευσίς / Eleusís, en grec moderne : Ελευσίνα / Elefsína) est une ville de Grèce, en Attique, à vingt kilomètres environ à l'ouest d'Athènes, sur le golfe Saronique. Elle compte 25 863 habitants. D'une grande importance historique et mythologique, Éleusis regroupe aujourd'hui des activités industrielles, portuaires et commerciales. Dans l'Antiquité classique, elle était une circonscription grecque rattachée à Athènes (dème de l'Attique) siège renommé du sanctuaire des Mystères d'Éleusis.

## Localité actuelle
Éleusis, aujourd'hui bourg industriel, commercial et culturel, se situe à environ 20 km au nord-ouest d'Athènes, en face de Salamine, sur la route reprenant le tracé de l'ancienne voie sacrée qui, du Céramique, passe près du monastère de Daphni et continue vers Thèbes. Le mot aurait peut-être signifié « arrivée » en grec ancien.

## Mythologie
Selon Pausanias, la ville tire son nom du héros Éleusis, fils d'Hermès ou d'Ogygos et de l'Océanide Daïra. Quand Perséphone, fille de Déméter, est enlevée par Hadès, Déméter vient à Éleusis où elle rencontre le roi de la cité, Céléos. Le fils de Céléos, Triptolème, est le fondateur des mystères d'Éleusis, culte agraire rendu à Déméter, qui s'étendra à toute la Grèce et, à l'époque romaine, à tout l'Empire romain.

## Histoire
Habité dès le XVIIIe siècle av. J.-C., le site d'Éleusis a peut-être été un lieu saint entre 1400 et 1100 av. J.-C.
Éleusis est à l'origine une cité indépendante. Selon la tradition, la cité est rattachée à Athènes lors du synœcisme de Thésée. En réalité, ce rattachement daterait plutôt du VIIe siècle av. J.-C. Pendant les guerres médiques, en 480–479 av. J.-C., la ville est dévastée par les armées de Xerxès Ier et le temple de Déméter est brûlé. Elle l'est de nouveau pendant la guerre du Péloponnèse, quand l'Attique est envahie par Pleistoanax, roi de Sparte.

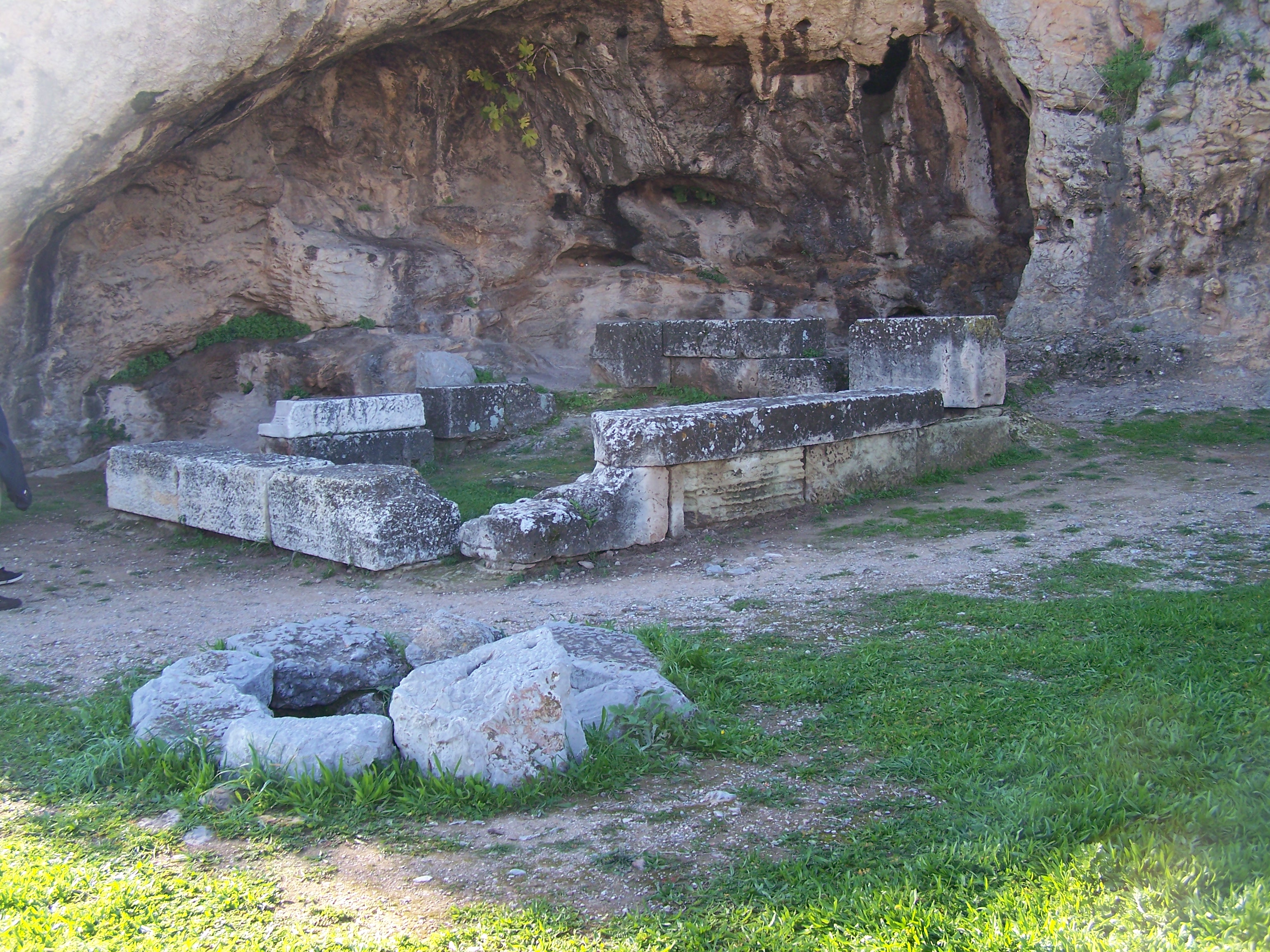
Vestiges - Sanctuaire Éleusis

Le sanctuaire de la ville est d'une grande renommée pour ses Mystères.
Après la tyrannie des Trente à Athènes, ceux-ci se réfugient à Éleusis où ils ne sont pas inquiétés. Après une longue période de paix, la ville et son sanctuaire redeviennent l'objet de convoitises guerrières à partir du IIe siècle de notre ère, époque où la pression barbare s'affirme sur les frontières de l'Empire romain : Éleusis est pillée par les Costoboces vers 170. L'empereur Marc Aurèle contribue au relèvement du sanctuaire, puis Éleusis est détruite par les Wisigoths d'Alaric Ier en 395 et de nouveau par les invasions slaves des VIe siècle et VIIe siècle. La bourgade fait ensuite partie du duché d'Athènes, l'un des États croisés mis en place après la quatrième croisade de 1204 au détriment de l'Empire byzantin. En 1458 elle devient ottomane mais n'est alors qu'un village de pêcheurs, qui intègrera le royaume de Grèce après la guerre d'indépendance grecque.

## Époque contemporaine
Au XIXe siècle le développement urbain, portuaire et industriel lié à la proximité de la capitale et du Pirée attire une population grecque de langue arvanite qui en fait à nouveau une ville. Au XXe siècle, Éleusis est devenue l'une des principales communes de la banlieue ouest d'Athènes. Elle concentre des raffineries, des industries lourdes, des chantiers navals ainsi que de nombreux commerces et services dont l'influence s'étend sur les communes voisines.
En 2021, Éleusis a été choisie pour être capitale européenne de la culture en 2023, avec Novi Sad et Timișoara.

## Personnalités liées à la ville
- Eschyle, né à Éleusis vers -526, mort à Géla (Sicile) en -456, le plus ancien des trois grands tragédiens grecs
- Stélios Kazantzídis (1931–2001), chanteur grec
- Oréstis Láskos (1907–1992), poète, acteur et réalisateur grec
- Théodoros Pángalos (1938–2023), homme politique grec
- Ioánnis Kalitzákis (1966–), joueur de football grec